# Sherlock Holmes: Crimes & Punishments
Sherlock Holmes: Crimes & Punishments (укр. Шерлок Холмс: Злочини та Покарання) — українська пригодницька відеогра в жанрі детектив із серії «Пригоди Шерлока Холмса», розроблена студією Frogwares у 2014 році та розповсюджена компанією Focus Home Interactive з 2014 по 2019 рік для Microsoft Windows, PlayStation 3, PlayStation 4, Xbox 360 та Xbox One. Frogwares відновила права на публікацію гри на популярній платформі Steam і гра знову з'явилася на інших платформах на початку 2020 року. Версія для Nintendo Switch була випущена 3 лютого 2022 року.
Події гри відбуваються в Лондоні та його передмістях у 1894 та 1895 роках, а ігровий процес зосереджений на пошуку істинного винуватця в злочині та прийнятті морального вибору — виправдати чи засудити його. Ця гра є першою в серії, яка використовує ігровий рушій Unreal Engine 3 й була створена за мотивами оригінальних оповідань Артура Конан Дойла. Гра розділена на шість справ по вбивству, зникненню і крадіжці, написаних у традиціях романів Дойла. Назва гри Sherlock Holmes: Crimes & Punishments — це відтворення назви роману російського письменника Федора Достоєвського «Злочин і кара», який Шерлок часто читає під час гри.

## Ігровий процес
Головним ігровим персонажем є Шерлок Холмс, тим часом як доктор Джон Хеміш Ватсон, бассет-гаунд, на ім'я, Тобі та констебль Марроу є другорядними.
Більша частина гри передбачає дослідження місць злочинів і перевірку доказів. Після виявлення підказки додаються до «дедукційної дошки», ігрової механіки, яка передбачає зв'язування фрагментів інформації. Залежно від того, як гравці інтерпретують підказки, вони будуть робити різні висновки. Тому гравець може зазнати невдачі або досягти успіху в пошуку винуватця. Гравці також вирішують, виправдовувати чи засуджувати злочинця. Моральний вибір гравця вплине на подальший ігровий процес. Кожна справа має 3-5 можливих рішень; загалом для кожної справи є 6-10 різних кінцівок. Загалом гра пропонує 14 механізмів розслідування, включаючи вміння Шерлока Холмса вгадувати подробиці про чиєсь життя, просто кинувши на нього погляд, або уявити та відтворити перебіг подій, уважно спостерігаючи за всіма ключовими деталями місця злочину.
Доступні два види камери — вид від першої особи та статична камера від третьої особи. Гравець може перемикатися між ними будь-коли.
Шерлок може черпати докази з результатів розтину та «сканування поглядом» людей, яких він зустрічає. В останньому випадку гравець переходить у режим виду від першої особи, щоб уважно розглянути обличчя та емоції персонажа, його одяг та речі, де він знайде все — від шрамів та синців до якості вбрання. Frogwares повністю деталізувала Лондон вікторіанської епохи за допомогою нового двигуна, тому його можна досліджувати.
Унікальна механіка гри «Sherlock Vision» допомагає виділити докази, які інакше були б пропущені. Наприклад, гравці можуть подивитися на курні полиці й помітити, що з полиці було взято скриню, або, що на предметі може бути прихований напис. У Crimes & Punishments іноді з'являється текст з докладним описом того, про що думає Холмс, наприклад, як звучать кроки, що наближаються, і хто може бути за дверима.

## Сюжет
Дія гри розгортається в 1894 та переходить в 1895 рік під час історії з відеогри The Testament of Sherlock Holmes. Основний сюжет полягає в тому, що група терористів, які називають себе Веселими людьми, намагається повалити уряд та звільнити народ Сполученого Королівства від боргів. У грі представлено шість окремих справ, деякі з яких є прямою адаптацією оригінального Шерлока Холмса сера Артура Конан Дойла. Кожна справа є самостійною і, за винятком внутрішньоігрових досягнень, таких як моральний вибір, не пов'язана одна з одною.

### Вбивство Чорного Пітера
Інспектор Лестрейд доручає Холмсу розслідувати вбивство Пітера Кері, відомого як Чорний Пітер, нетерплячого капітана китобійного судна, знайденого приколотим китобійним гарпуном до стіни свого садового будиночка. Ця справа є адаптацією оповідання «Чорний Пітер». Ця конкретна справа, ймовірно, відбувається до подій гри Sherlock Holmes vs. Jack the Ripper, оскільки знаряддя вбивства у цій справі виставлено на стіні будинку за адресою Бейкер-стріт 221 Б, дія якого в основному відбувається між вереснем та листопадом 1888 року.

### Таємниця зниклого поїзда
Брат Шерлока Майкрофт просить його розслідувати справу Веселих людей, групи анархістів, які готують напад на Лондон. Шерлок відмовляється, оскільки його не цікавить політика, разом із Ватсоном продовжує поїздку до сільського Стаффордшира. Через тиждень Холмс та Ватсон планують повернутися до Лондона потягом, але він таємниче зникає. Вони розслідують зникнення поїзда. Ця розповідь адаптує елементи з твору «Зникнення екстреного потягу».

### Кривава лазня
Лестрейд розповідає Холмсу про політичний інцидент, пов'язаний із Веселими людьми, але Холмс знову відмовляється втручатися. Однак він погоджується розслідувати вбивство відомого археолога, який був знайдений мертвим у замкненій парній римських лазень у Лондоні. Холмс розпочинає розслідування, в якому фігурують троє підозрюваних та культ Мітри.

### Справа Еббі-Грейндж
Сер Юстас Брекенстолл, аристократ з буйною вдачею, імовірно, був убитий трійкою грабіжників, які також взяли в заручники його дружину і вкрали столове срібло. Холмс переслідує злочинця чи злочинців, сумніваючись у правдивості свідчень дами. Історія адаптована з «Убивство в Еббі-Грейндж».

### Драма в садах Кю
Старий друг просить Холмса розслідувати крадіжку деяких екзотичних рослин у садах Кю. Розслідування набирає обертів, коли з'ясовується, що директор садів помер за кілька днів до крадіжки, Холмс несподівано опиняється в ролі слідчого, який розслідує можливе вбивство.

### Півмісячна прогулянка
Старшого брата Віггінса звинувачують у подвійному вбивстві, тож він просить Холмса очистити ім'я свого брата. Незабаром у справи з'являється зовсім новий аспект, пов'язаний з людьми, які таємно зникають.

### Фінал
Наприкінці Холмс стикається з Веселими людьми, дізнавшись більше про їхній план під час останньої справи. Вони намагаються переконати його, що їхня мета — благо народу. Холмс може дозволити їм здійснити свій план або зупинити їх, але не брати під варту.

## Розробка
Crimes and Punishments розробляється на двигуні Unreal Engine 3 від Epic Games, що дозволяє відеогрі значно випередити попередні свої частини за якістю графіки. Оточення стало більш реалістичним та деталізованим, з динамічним освітленням та тінями. Вибір цього движка також дозволяє грі скористатися багатьма технологіями, такими як потужний анімаційний движок для плавного руху та анімаційних переходів, шейдери реального часу та система частинок, а також просунуті ефекти постобробки. Frogwares відмовилася від свого старого методу (використання однієї величезної текстури), натомість вибравши використання плиткових текстур.
Компанія Frogwares змінила серію ігор про Шерлока Холмса, зробивши її більш сучасною, ввівши механіку «Sherlock Vision», що допоможе виділити докази, які інакше були б пропущені. За словами розробника компанії Frogwares Ольги Рижко, ця механіка виводить серію на новий рівень. Рижко називає гру «найскладнішою, найвитонченішою» грою про Шерлока, і каже, що команда розробників використовувала механіку попередніх ігор, злегка підправивши її для сучаснішого сприйняття.
Рижко додала, що механіка «Sherlock Vision» була натхненна телесеріалом від BBC «Шерлок», в якому використовується текст на екрані, щоб показати, про що думає Шерлок, а також описала команду розробників як таку, що шанує оригінальну книжкову серію.
Шерлока Холмса англійською озвучив Керрі Шейл, а доктора Ватсона — Нік Брімбл.

### Конфлікт із СофтКлаб
Наприкінці вересня 2014 року стало відомо про конфлікт між Frogwares та російським видавцем ігор «1С-СофтКлаб», з яким раніше було укладено угоду на видання та локалізацію гри російською: причиною стало рішення розробників вставити в гру вступний текст із посвятою «Небесній сотні». Російський видавець попросив прибрати цей напис, а після відмови від Frogwares «1С-СофтКлаб» відмовився видавати гру.

## Системні вимоги

### Мінімальні
- ОС: Windows Vista SP2, Windows 7 або Windows 8
- Процесор: AMD/Intel Dual-Core 2.4 GHz
- Оперативна пам'ять: 2048 MB ОП
- Відеокарта: AMD Radeon HD 3850, NVIDIA GeForce 8600 GTS або краще
- DirectX: версії 9.0c
- Місце на диску: 14 GB доступного місця
- Звукова карта: підтримка DirectX 9
- Додаткові примітки: Для активації гри потрібно підключення до Інтернету

## Рецензії
| Агрегатор  | Оцінка                                         |
| ---------- | ---------------------------------------------- |
| Metacritic | PC: 77/100 PS4: 73/100 XONE: 71/100 NS: 77/100 |

| Видання          | Оцінка |
| ---------------- | ------ |
| Adventure Gamers | [ 21 ] |
| Destructoid      | 7/10   |
| Eurogamer        | 7/10   |
| Game Informer    | 8/10   |
| GameSpot         | 8/10   |
| IGN              | 7.5/10 |
| PC Gamer (США)   | 84/100 |
| Polygon          | 8/10   |
| Push Square      | [ 29 ] |
| The Guardian     | [ 30 ] |
| VideoGamer.com   | 8/10   |

Попередній огляд Sherlock Holmes: Crimes & Punishments було опубліковано кількома великими джерелами новин. Джесіка Кондітт із Joystiq зазначила, що «сетинг, тон, механіка та графіка в Crimes and Punishments значно оновилися у порівнянні з попередніми іграми про Шерлока». Жасмін Малефісент Рі з VentureBeat зазначила: «Колись джентльменська зірка пригодницьких ігор тепер є оманливою сумішшю оригінального персонажа Артура Конан Дойля та його інтерпретації 21 століття, яку ми бачимо на телебаченні й в кіно. […] Crimes and Punishments показує нам ту саму маніпулятивну сторону Шерлока, на яку чекає сучасна аудиторія. Він залишається аморальним персонажем у світі, який відчайдушно намагається повернути свою мораль, і, здається, він упивається цим». Майкл Кромвель з PCGMedia написав, що ця гра — «визнаний відхід від прозового та аморального, Frogwares прагне до більш практичного, етично залученого досвіду — поміщаючи вас, гравця, у свідомість Шерлока Холмса». Чак Осборн з IGN високо оцінив візуальне оформлення та ігровий процес, але з деяким розчаруванням зазначив, що «остаточні висновки засновані в основному на павутинні непрямих доказів». Gamercast нагородив гру як найкращу пригодницьку гру на виставці E3 2013. JeuxVideo визнав гру найкращою пригодницькою грою на E3 2014. У 2021 році Енді Келлі з PC Gamer назвав її однією з найкращих детективних ігор на PC.
Crimes & Punishments отримала переважно позитивні відгуки. Сайт-агрегатор рецензій Metacritic поставив версії для Microsoft Windows 77/100 на основі 32 рецензій, версії для PlayStation 4 73/100 на основі 36 рецензій, версії для Xbox One 71/100 на основі 8 рецензій і версії для Switch 5 рецензій.
Тільки комп'ютерну версію Crimes & Punishments було продано в кількості понад 300 000 примірників до кінця 2014 року, згідно з даними Focus Home Interactive.